# صورالکواکب

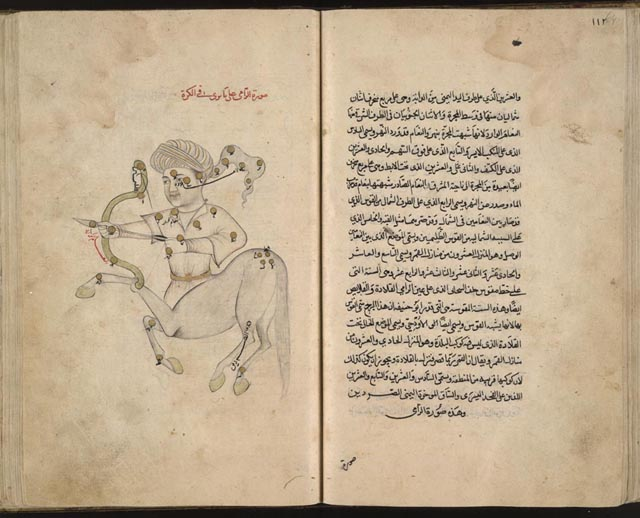
تصویری از کتاب صورالکواکب عبدالرحمان صوفی رازی

صُوَرُالکَواکِب (به عربی: صُوَرُ الکَواکِبِ الثّابِتَةِ) (به معنی «پیکرهای ستارگان») کتابی است به زبان عربی نوشتهٔ عبدالرحمان صوفی رازی، ستاره‌شناس ایرانی سدهٔ سوم و چهارم هجری (حدود ۹۶۴ میلادی). موضوع این کتاب اخترشناسی و صور فلکی است. این کتاب را بعدها خواجه نصیرالدین طوسی به فارسی برگرداند.
صورالکواکب به چندین زبان دنیا ترجمه شده است.
عبدالرحمن صوفی این اثر را حدود هشت قرن بعد از المجستی بطلمیوس نوشت. آنچه این اثر را از دیگر آثار نجومی متمایز می‌سازد این است که صوفی بدون داشتن وسایل پیشرفته توانست سحابی‌ها را کشف کند و ستارگان مزدوج را بشناسد و نظریهٔ بطلمیوس را اصلاح نماید.
عبدالرحمن در شهرهای بصره، بغداد و شیراز رصدهایی انجام داد و حتی در بعضی کتاب‌ها نوشته‌شده که در جنوب ایران مدتی به محاسبات اخترشناسانه مشغول بوده است. وی کتاب صورالکواکب را که نسخهٔ تصحیح‌شده‌ای از المجسطی بطلمیوس بود، بر اساس مشاهدات رصدی خودش تألیف کرد و در آن موقعیت، رنگ و قدر ۱٬۰۸۱ جرم سماوی را توصیف کرد. همچنین وی در
این کتاب، تصویر ۴۸ صورت فلکی را رسم کرد. بدین ترتیب وی نخستین کسی است که گزارش رصدی کره‌های آسمانی خارج از کهکشان راه‌شیری را ثبت نمود. کتاب مذکور شامل معرفی تک تک ستارگان درخشان و موقعیت آن‌ها است.
عبدالرحمن صوفی نخستین کسی است که به تصویر کردن صورت‌های فلکی و برج‌های دوازده‌گانه به صورت مدون و دقیق اقدام نمود و نقوش او در کتاب صورالکواکب به گونه‌ای مرجع تصویری جهانی در خلق کره‌های آسمانی شد.
صوفی اشتباهات رصدهای بتانی و بطلمیوس را اصلاح کرد و خطاهای ایشان را ارائه داد. او برای هر صورت فلکی جدولی شامل نام ستارگان و موقعیت آن ترسیم کرده و صورت‌هایی از آن‌ها ارائه داده است. وی همچنین نورانیت ستارگان را محاسبه کرده و دربارهٔ یکایک آن‌ها توضیح داده است. عبدالرحمن با توجه به قدر و نورانیت کم و زیاد ستارگان، حرکات خاص ستارگان را حساب کرد. او به محاسبهٔ تغییر رنگ بعضی از ستارگان مانند ستارهٔ الغول نیز پرداخت.
وی به محاسبه زمان طولانی «سحابی‌های متغیر» پرداخت و پژوهش کاملی در سحابی «امرأة المسلسله» انجام داد که این نخستین رصد ثبت‌شده از این کهکشان است.

## ترجمه به فارسی
کتاب صور الکواکب صوفی، نخستین‌بار در سال ۶۴۷ ه‍. ق توسط خواجه نصیرالدین طوسی از زبان عربی به زبان فارسی ترجمه شد. ترجمهٔ این اثر در زمان این دانشمند، نشان از علاقه‌مندی مردم به علم نجوم دارد. پس از آن نیز ترجمه‌های دیگری از این اثر توسط اشخاص دیگر انجام شد، لیکن ترجمه خواجه نصیرالدین طوسی صحیح‌ترین و مهم‌ترین ترجمهٔ این اثر می‌باشد و در کتابخانهٔ ایاصوفیه تحت شمارهٔ ۲۵۹۵ موجود است.
دکتر پرویز ناتل خانلری دربارهٔ نسخهٔ ترجمه این اثر می‌نویسد:
«به نظر می‌رسد که این نسخه به کتابخانهٔ سلاطین ایلخانی مغول یا یکی از وزیران و بزرگان آن دستگاه تعلق یافته بود و پس از برچیده‌شدن ایلخانان و تأسیس سلسلهٔ جلایری که مرکز حکومت ایشان بغداد بوده است این نسخه نیز شاید با نفایس دیگر به خزانهٔ سلطنتی بغداد منتقل شده بوده است.»
پس از حملهٔ تیمور به بغداد و غارت آن شهر در ذی‌القعده و ذی‌الحجهٔ سال ۸۰۳ تا اوایل ۸۰۴ ظاهراً این نسخه در جزء غنائم، به خزانهٔ تیمور انتقال یافته و به سمرقند پایتخت او منتقل شده است. در نخستین صفحات دست‌خط میرزا الغ‌بیگ نوادهٔ تیمور که علاقهٔ او به علم نجوم و اهتمامش در تأسیس رصدخانهٔ سمرقند و تدوین زیج الغ‌بیگی معروف است دیده می‌شود. پس از آن معلوم نیست بر اثر چه حوادثی این نسخهٔ گرانبها از سمرقند به استانبول رفته و به خزانهٔ سلاطین آل عثمان درآمده است.

## نگارخانه

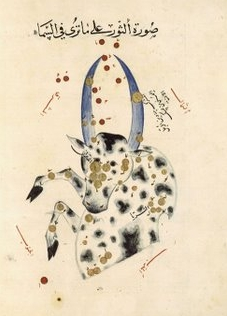
پیکرهٔ آسمانیِ ثور
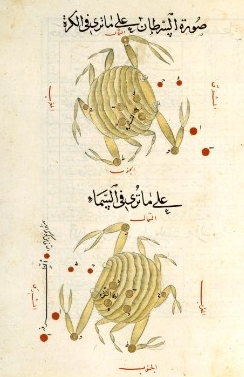
پیکرهٔ آسمانیِ خرچنگ
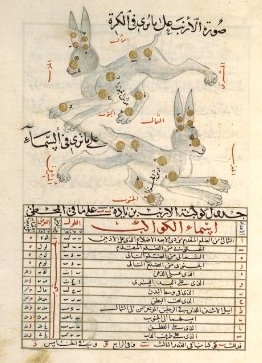
پیکرهٔ آسمانیِ خرگوش
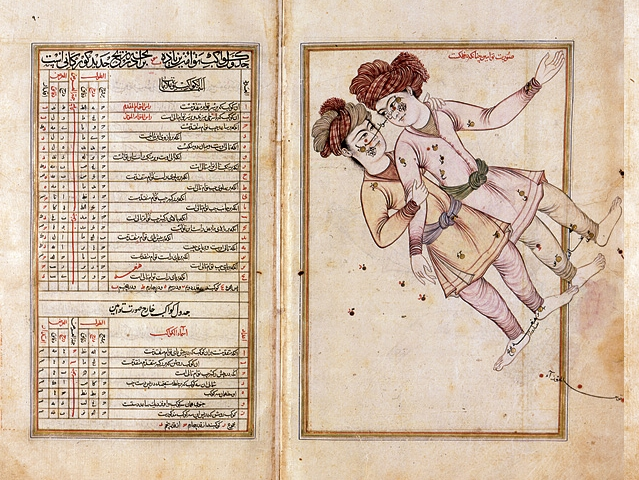
پیکرهٔ آسمانیِ دوپیکر
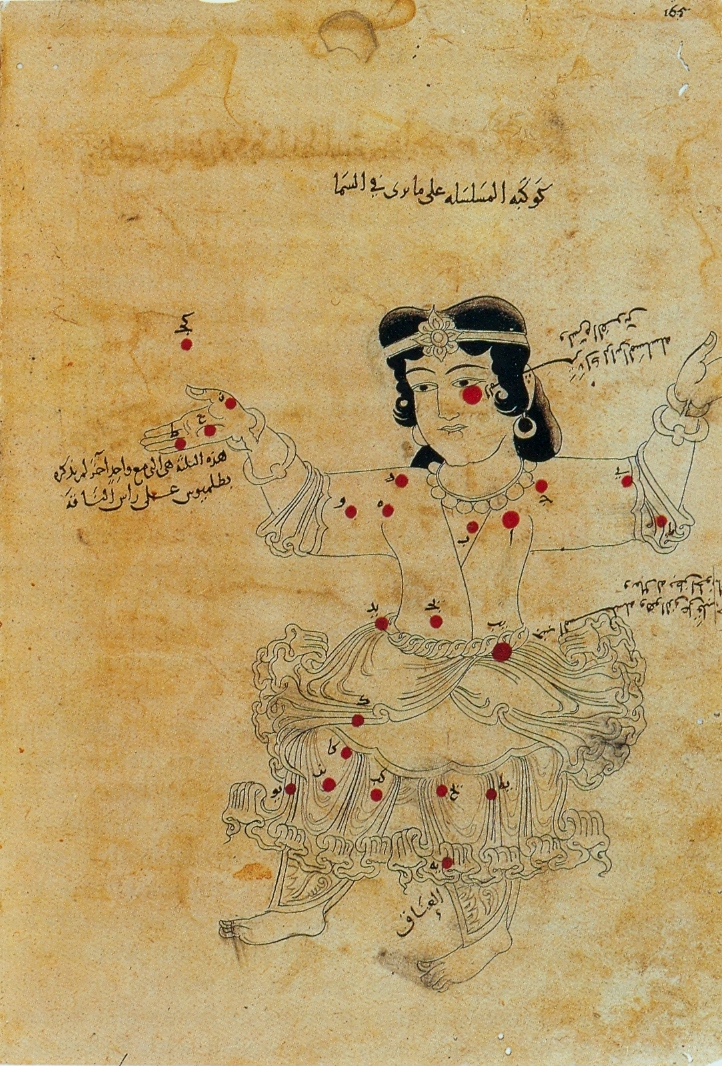
پیکرهٔ آسمانیِ زن بر زنجیر
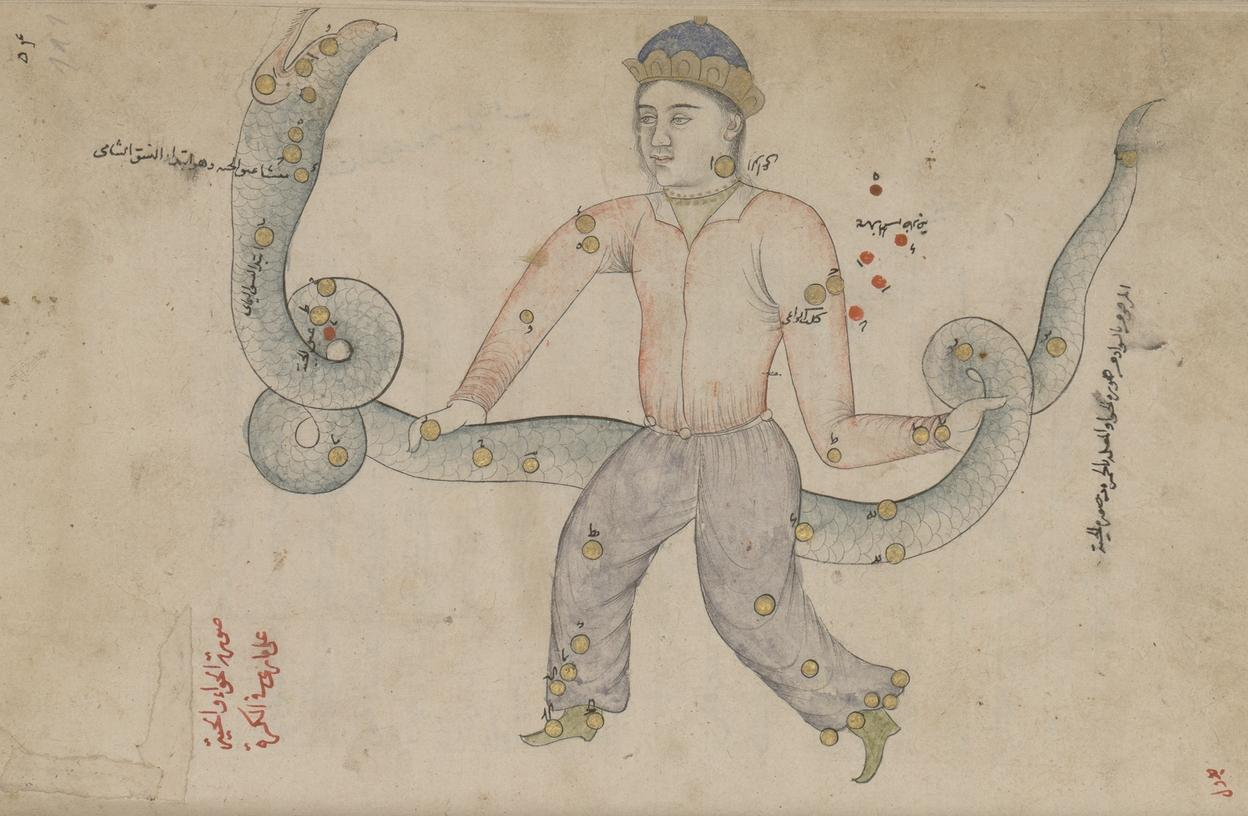
پیکرهٔ آسمانیِ مارافسای